# Brzeće
Brzeće (cyr. Брзеће) – wieś w Serbii, w okręgu rasińskim, w gminie Brus. W 2011 roku liczyła 238 mieszkańców.